# Campeonato Europeo de Judo de 1979
El XXVII Campeonato Europeo de Judo se celebró en dos sedes distintas: el campeonato masculino en Bruselas (Bélgica) entre el 25 y el 27 de mayo y el femenino en Kerkrade (Países Bajos) entre el 5 y el 6 de abril de 1979 bajo la organización de la Unión Europea de Judo (EJU).

## Medallistas

### Masculino
| Evento            | Oro                        | Plata                         | Bronce                                                     |
| ----------------- | -------------------------- | ----------------------------- | ---------------------------------------------------------- |
| –60 kg            | Felice Mariani · Italia    | Helmut Grobelin RFA           | Josef Reiter · Austria · Arambi Yemizh · URSS              |
| –65 kg            | Nikolai Solodujin URSS     | James Rohleder RFA            | Yves Delvingt Francia Nicolae Vlad Rumania                 |
| –71 kg            | Neil Adams Reino Unido     | Ezio Gamba · Italia           | Günter Krüger RDA Yevgueni Babanov URSS                    |
| –78 kg            | Harald Heinke RDA          | Shota Jabareli URSS           | Adam Adamczyk · Polonia · Mihalache Toma · Rumania         |
| –86 kg            | Jürg Röthlisberger · Suiza | Slavko Obadov Yugoslavia      | Detlef Ultsch · RDA · Endre Kiss · Hungría                 |
| –95 kg            | Tenguiz Jubuluri URSS      | Robert Van de Walle · Bélgica | Günther Neureuther · RFA · Robert Köstenberger · Austria   |
| +95 kg            | Jean-Luc Rougé Francia     | Vitali Kuznetsov URSS         | Peter Adelaar · Países Bajos · Imre Varga · Hungría        |
| Categoría abierta | Alexei Tiurin URSS         | Angelo Parisi Francia         | Robert Van de Walle · Bélgica · Paul Radburn · Reino Unido |

### Femenino
| Evento            | Oro                         | Plata                            | Bronce                                                   |
| ----------------- | --------------------------- | -------------------------------- | -------------------------------------------------------- |
| –48 kg            | Edith Bouthemy Francia      | Josefina Homminga · Países Bajos | Heidi Grimm · RFA · Paola Napolitano · Italia            |
| –52 kg            | Edith Hrovat · Austria      | Hennie Matteman · Países Bajos   | Sacramento Moyano España Bridgette McCarthy Reino Unido  |
| –56 kg            | Gerda Winklbauer · Austria  | Elisabetta Ricciato · Italia     | Sylviane Trucios · Francia · Rebecca Ljungbergh · Suecia |
| –61 kg            | Brigitte Deydier Francia    | Dawn Netherwood Reino Unido      | Laura Di Toma · Italia · Ingrid Berg · RFA               |
| –66 kg            | Marie-France Mill · Bélgica | Maureen Bennett Reino Unido      | Karin Krüger RFA Muriel Iglesias Francia                 |
| –72 kg            | Jocelyne Triadou Francia    | Judith Salzmann · Suiza          | Barbara Claßen · RFA · Susanne Litscher · Austria        |
| +72 kg            | Christiane Kieburg RFA      | Margherita De Cal · Italia       | Muriel Samery · Francia · Margit Schmutzer · Austria     |
| Categoría abierta | Barbara Claßen RFA          | Cathérine Pierre Francia         | Avril Malley · Reino Unido · Giovanna Parenti · Italia   |

## Medallero
| Núm. | País         | Oro | Plata | Bronce | Total |
| ---- | ------------ | --- | ----- | ------ | ----- |
| 1    | Francia      | 4   | 2     | 4      | 10    |
| 2    | URSS         | 3   | 2     | 2      | 7     |
| 3    | RFA          | 2   | 2     | 5      | 9     |
| 4    | Austria      | 2   | 0     | 4      | 6     |
| 5    | Italia       | 1   | 3     | 3      | 7     |
| 6    | Reino Unido  | 1   | 2     | 3      | 6     |
| 7    | Bélgica      | 1   | 1     | 1      | 3     |
| 8    | Suiza        | 1   | 1     | 0      | 2     |
| 9    | RDA          | 1   | 0     | 2      | 3     |
| 10   | Países Bajos | 0   | 2     | 1      | 3     |
| 11   | Yugoslavia   | 0   | 1     | 0      | 1     |
| 12   | Hungría      | 0   | 0     | 2      | 2     |
| 12   | Rumania      | 0   | 0     | 2      | 2     |
| 14   | España       | 0   | 0     | 1      | 1     |
| 14   | Polonia      | 0   | 0     | 1      | 1     |
| 14   | Suecia       | 0   | 0     | 1      | 1     |
|      | TOTAL        | 16  | 16    | 32     | 64    |